# Протонный распад
Прото́нный распа́д (протонная эмиссия, протонная радиоактивность) — один из видов радиоактивного распада, при котором атомное ядро испускает протон.
(A, Z) → (A − 1, Z − 1) + p.
Не следует путать протонный распад с распадом протона — гипотетическим процессом, не сохраняющим барионное число.

Распад протонно-избыточного ядра А заполняет возбужденные состояния дочернего ядра В путём позитронного распада или электронного захвата (ЕС). Те возбуждённые состояния, которые лежат ниже энергии отделения протона (S_{p}), распадаются с излучением гамма-квантов в основное состояние дочернего ядра В. Для более высоких состояний существует конкурирующий канал распада с эмиссией протона, называемый задержанным протонным распадом.

Протонный распад может происходить из высоких возбужденных состояний в ядре вслед за бета-распадом (в этом случае процесс называется бета-задержанным протонным распадом) или из основного состояния (или низколежащего изомерного состояния) очень богатых протонами ядер; в последнем случае процесс очень похож на альфа-распад. Протонный распад обычно конкурирует с типичными бета-распадными модами захвата протонноизбыточных ядер — электронным захватом и позитронным распадом.
Чтобы протон покинул ядро, энергия отделения протона должна быть отрицательной — в этом случае протон не связан и туннелирует из ядра сквозь кулоновский барьер за конечное время. Протонная эмиссия не наблюдается у нуклидов, существующих в природе; ядра, распадающиеся по этому каналу, могут быть получены путём ядерных реакций, как правило, с использованием ускорителя частиц.

Распад изомера ^{53m}Co: в 1,5 % случаев наблюдается эмиссия протона.

Хотя мгновенная (то есть не бета-задержанная) протонная эмиссия наблюдалась из изомерного состояния кобальта-53 ещё в 1969 году, другие такие протон-излучающие состояния не были найдены до 1981 года, когда протонная радиоактивность основного состояния лютеция-151 и тулия-147 была обнаружена в экспериментах в Центре исследований тяжёлых ионов (GSI) в Западной Германии. После этого прорыва исследования в этой области стали быстро развиваться, и на сегодняшний день обнаружено более 25 изотопов, распадающихся из основного (или изомерного) состояния по этому каналу. Изучение протонного распада способствовало исследованию деформаций, массы и структуры ядер, Этот процесс является чистым примером квантового туннелирования (в отличие от альфа-распада, где вероятность распада несколько маскируется вероятностью образования альфа-кластера в ядре и другими побочными факторами).

## Двухпротонный распад
В 2002 году впервые наблюдался процесс одновременного излучения двух протонов (двухпротонный распад), предсказанный в 1991 году. Он был обнаружен у изотопа железа-45 в экспериментах на GSI и GANIL (Grand Accélérateur National d’Ions Lourds, возле Кана, Франция). В 2005 году было экспериментально обнаружено, что цинк-54 тоже испытывает двухпротонный распад. В настоящее время двухпротонный распад обнаружен у 13 нуклидов.